# 日本ケーブルテレビ連盟
一般社団法人日本ケーブルテレビ連盟（にほんケーブルテレビれんめい）は、元総務省所管の一般社団法人である。

## 業務内容
- ケーブルテレビ倫理の確立とその高揚のための研究、研修、普及促進及び指導
- 会員相互の連絡と共通問題の処理
- ケーブルテレビ事業の経営に関する調査、研究及び開発並びに技術に関する調査、実験、研究及び開発
- ケーブルテレビ自主放送に関する調査、研究及び開発
- ケーブルテレビ事業に関する諸問題に関し、関係機関との連絡及び折衝
- ケーブルテレビ事業に関する啓発、宣伝及び情報の収集並びに機関紙の発行
- ケーブルテレビ事業従事者の教育、訓練及び研修
- ケーブルテレビ関係者の福祉、親睦及び融和
- ケーブルテレビ事業者の電気通信事業に関する調査、研究及び情報提供
- ケーブルテレビ事業者が地上デジタル放送等を行うための、放送視聴制御用ICカード（以下「CASカード」という。）及びLSI（以下「ACASチップ」という。）の運営・管理、並びに地上デジタル放送ネットワークでのケーブルテレビ自主放送を行うための放送視聴制御（CAS）を活用したコンテンツ権利保護(RMP)に関わる事項の運営・管理
- 前項に掲げるCASカード又はACASチップ等の普及・発展を目的とする事業
- 知的財産権の権利処理に係る管理業務
- その他の連盟の目的を達成するために必要な事業